# Pays fouesnantais
 (août 2012).
Améliorez-le ou discutez des points à vérifier. 
Ne doit pas être confondu avec Giz Fouen.
Le Pays fouesnantais est une aire de tradition bretonne comprenant huit communes du Finistère sud, situées à l'est de l'Odet en Cornouaille. Délimité par le port d'un costume qui lui est propre, il forme la partie occidentale d'une aire plus vaste, de traditions apparentées : la Giz Fouen, avec laquelle il ne doit pas être confondu. Le Pays fouesnantais est réputé pour l'élégance de ses coiffes, pour sa douceur de vivre et pour la qualité de son cidre.
Le pays fouesnantais fait partie du pays de l'Aven.

## Situation
Limité à l'ouest par l'Odet, au sud par le golfe de Gascogne, au sud-est par l'anse de Saint-Laurent, le Pays fouesnantais est entouré du pays Bigouden (au sud-ouest), du pays Glazik (au nord-ouest), du pays Melenig (au nord) et du pays de Melgven (à l'est).

### Au sein de la Giz Fouen

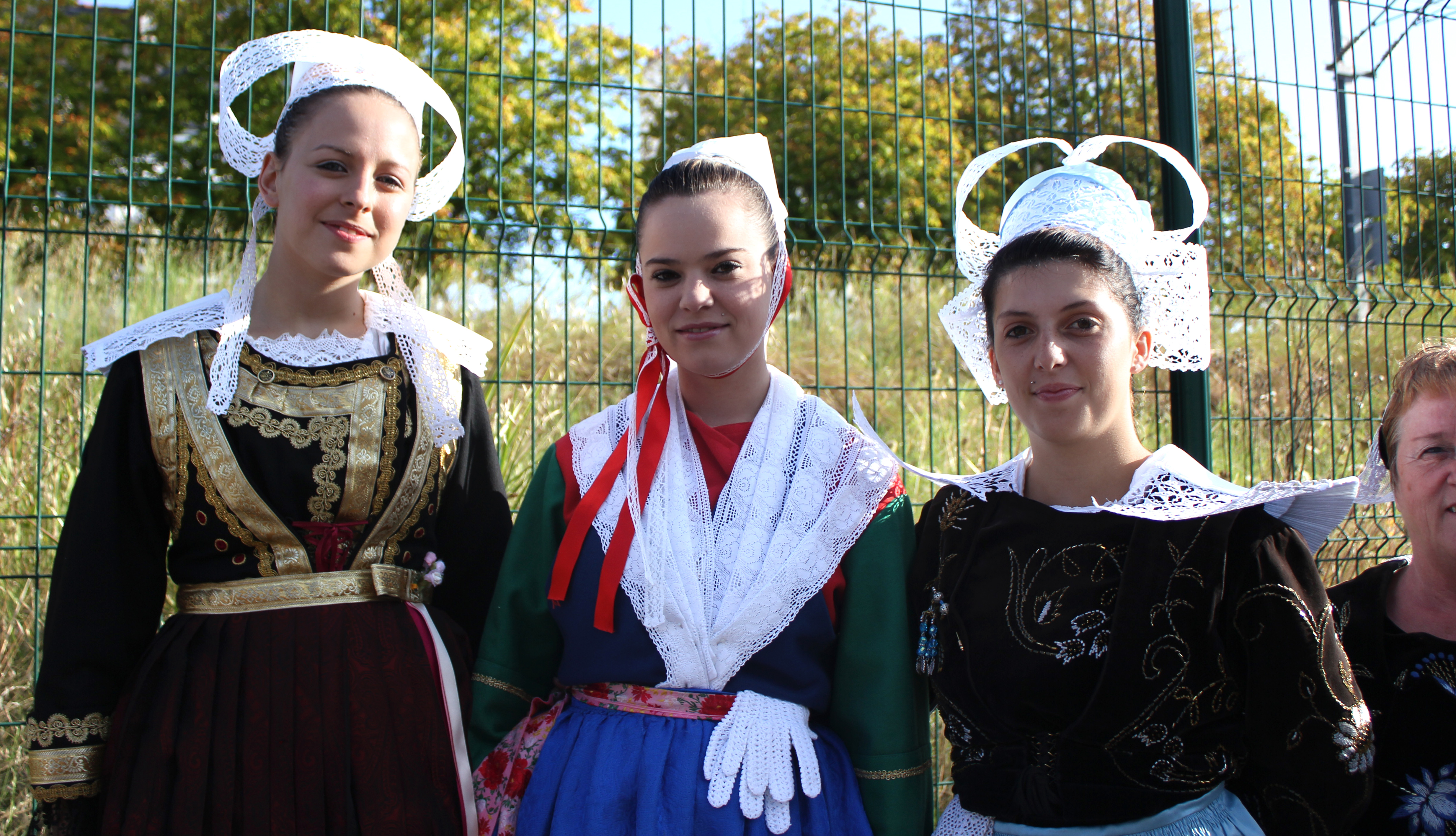
Encadrant une jeune fille en costume de Plougastel-Daoulas (Finistère nord), deux variantes de la giz fouen.

Le Pays fouesnantais constitue la partie occidentale d'une vaste aire de tradition s'étendant jusqu'au Faouët, jusqu'à Quimperlé : la Giz Fouen (parfois appelée pays de l'Aven). Giz Fouen, qui signifie « mode de Fouesnant », désigne le costume et notamment la coiffe gracieuse que l'on porte dans cette grande aire. Selon René-Yves Creston, le nom de la mode ne prouve nullement qu'elle soit originaire du Pays fouesnantais.

## Histoire
Comme bien des pays de tradition bretons, le Pays fouesnantais a vu ses limites évoluer : les femmes et les hommes de Saint-Évarzec, qui suivent la mode glazik en 1880, suivent la mode fouesnantaise en 1939.
Le Pays fouesnantais est à l'origine une riche terre d'agriculture. Sur la côte, certains paysans arment des canots pour se livrer à la pêche au crabe, à la crevette et au homard. La contrée apparaît jusqu'au milieu du XXe siècle « comme un terroir paisible, une sorte de pays de cocagne », qui contraste avec ses voisins, le « rude pays Bigouden » et « l'industrieux pays de Concarneau ».
Le tourisme apparaît dès le Second Empire. Il transforme peu à peu le pays. Au début du XXe siècle, les riches demeures commencent à occuper la côte. L'agriculture périclite, les canots de pêche cèdent la place aux bateaux de plaisance. 

## Composition
Le Pays fouesnantais traditionnel n'a pas d'existence administrative. Il correspond, en 1939 (époque où le maintien des traditions permet encore de tracer la limite des pays bretons), au territoire de huit communes : 
- Saint-Yvi, commune du canton de Rosporden ;
- les sept communes du canton de Fouesnant et également désormais de la Communauté de communes du Pays fouesnantais :
  - Saint-Évarzec,
  - Gouesnac'h,
  - Bénodet,
  - Clohars-Fouesnant,
  - Pleuven,
  - Fouesnant,
  - La Forêt-Fouesnant[8].

## Costume du Pays fouesnantais

### 1850
Vers 1850, le costume féminin est très coloré : le rouge prédomine dans le costume de fête, le jaune dans le costume de travail. Les hommes portent un gilet bleu dans le costume de fête, ocre dans le costume de travail.

### 1900
Vers 1900, le costume de fête des femmes est noir, de velours et de satin, et brodé exclusivement de perles. Le costume de fête des hommes comprend un chupenn (veste courte) et un korf chupenn (chupenn sans manches porté entre le chupenn et le gilet), tous deux noirs, en drap de laine et velours.

### 1940
Vers 1940, le costume des femmes est toujours noir. La jupe a raccourci. Dans le costume de fête, la coiffe et le col ont grandi, les broderies sont de perles et de fils de couleur. Chez les hommes, le costume de fête comprend un chupenn et un korf chupenn noirs, le costume de travail un gilet de velours côtelé jaune.

## Maintien des traditions
Au quotidien, le costume traditionnel est maintenant délaissé. Il est porté dans les pardons, les fêtes et les festivals par les danseuses et les danseurs des cercles :
- Ar Pintiged Foen (« Les petits pinsons de Fouesnant »), créé en 1966[11] ;
- Ar Bleuniou Kignez (« Fleurs de cerisier »), de La Forêt-Fouesnant, créé en 1967[12] ;
- Korollerien Benodet « Les danseurs de Bénodet »), fondé en 1997[13] ;
- Kanfarded Sant Evarzeg (« Les coquins de Saint-Évarzec »)[14], établi en Pays fouesnantais en 2001.

Le bagad Bro Foën (« Pays fouesnantais »), créé en 1996, perpétue la tradition musicale.

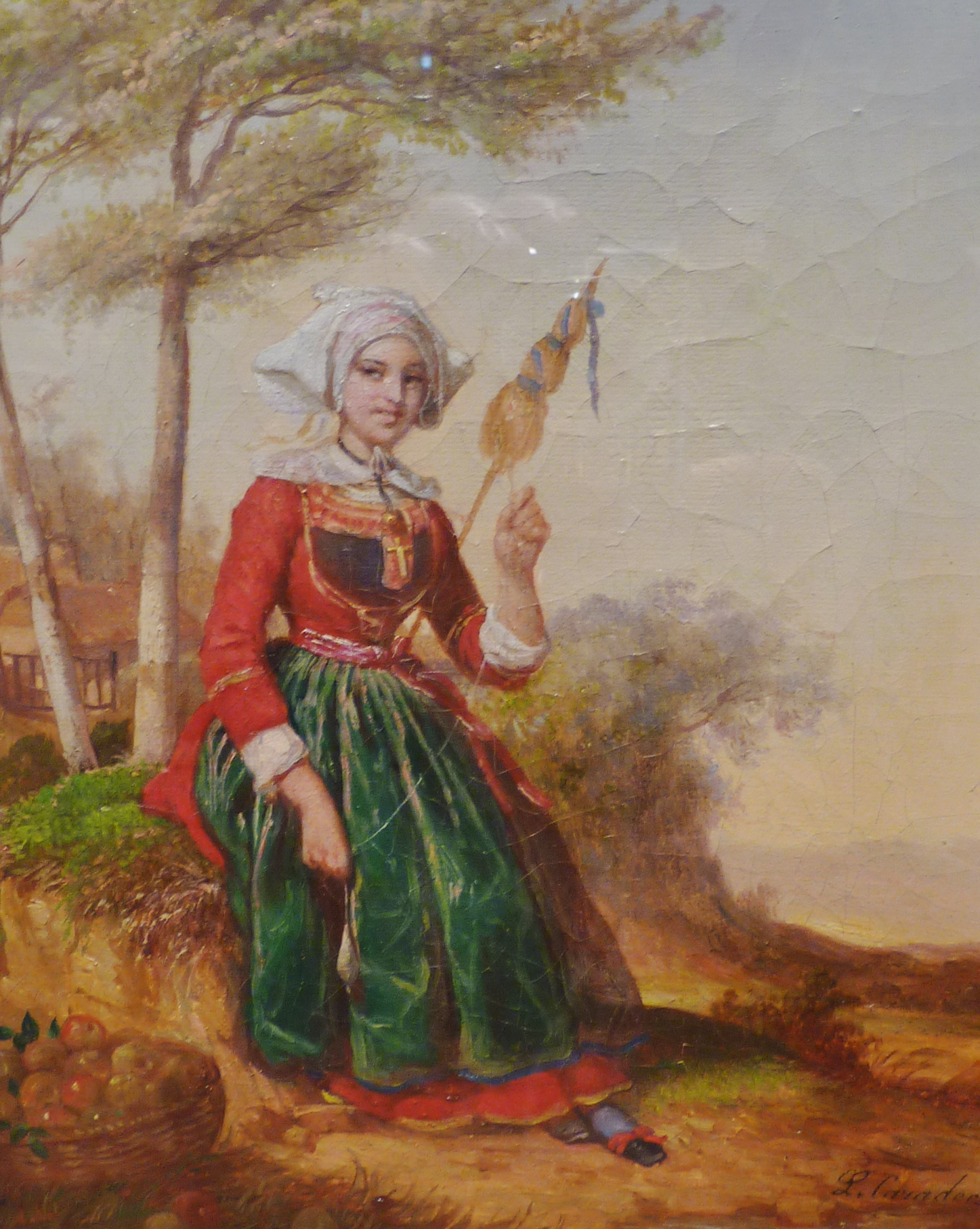
Louis Caradec : Fileuse de Rosporden - Fouesnant
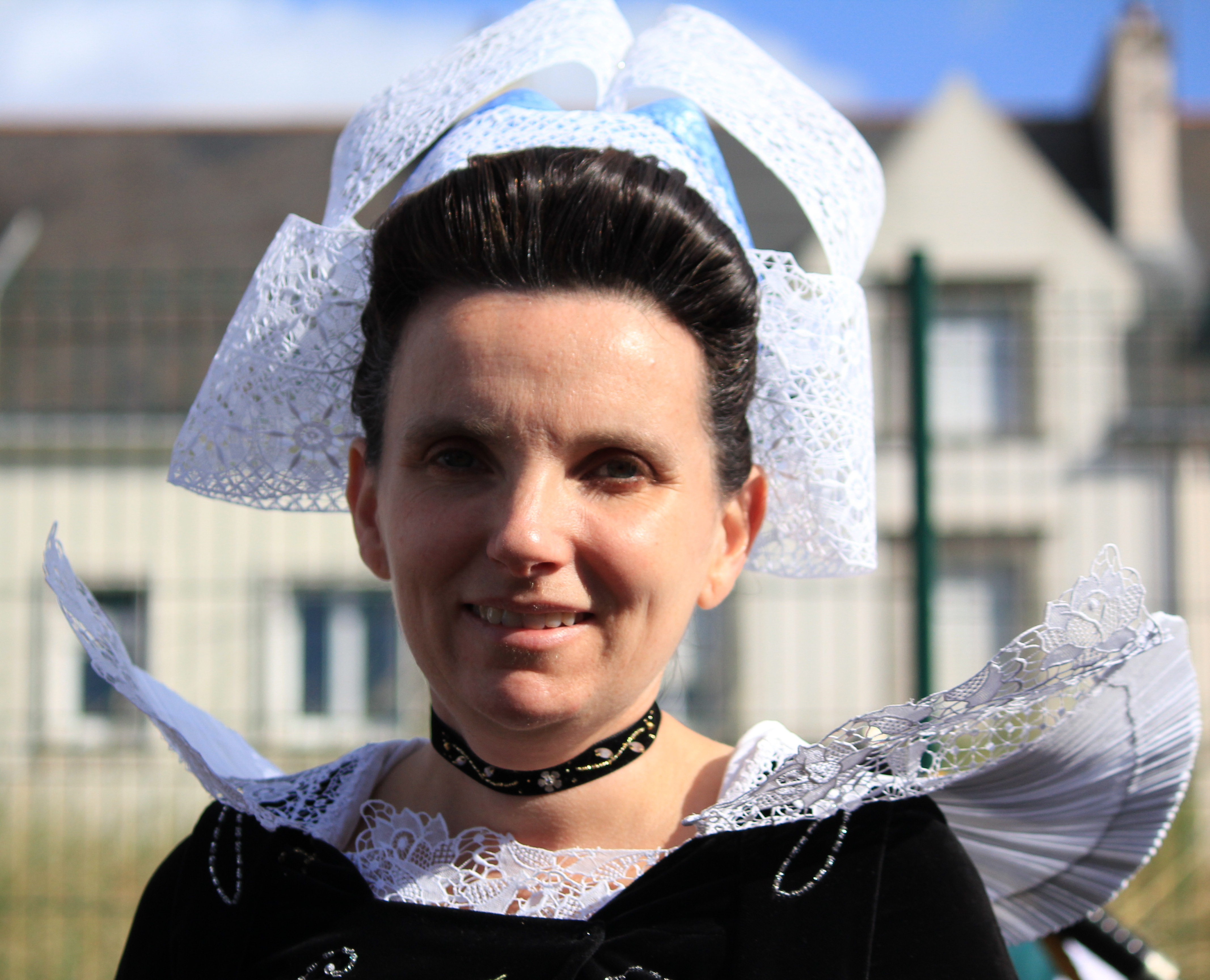
Coiffe du Pays fouesnantais portée par une danseuse du cercle Ar Pintiged Foen

## Spécialités
Le Pays fouesnantais produit des fruits, et notamment des cerises.
Son cidre est réputé. Deux producteurs, l'un de Gouesnac'h, l'autre de Fouesnant, bénéficient de l'AOC Cornouaille.

## Festivités
- Fête des cerisiers à La Forêt-Fouesnant[18], dans la deuxième quinzaine de juin.
- Fête des pommiers à Fouesnant, le troisième dimanche de juillet[19].
- Pardon de Sainte-Anne, à la chapelle Sainte-Anne de Fouesnant, le dernier dimanche de juillet ou parfois le premier dimanche d'août[19].

## Loisirs
Le Pays fouesnantais dispose de deux terrains de golf de dix-huit trous, l'un à La Forêt-Fouesnant, l'autre à Clohars-Fouesnant. À La Forêt-Fouesnant, on trouve aussi, au lieu-dit Chef-du-Bois, deux terrains de polo en herbe, un en sable et une pension pour chevaux de polo.